# Тсопей, Коринна
Кириаки «Коринна» Тсопей (греч. Κυριακή Κορίνα Τσοπέη; род. 21 июня 1944, Афины) — супермодель, фотомодель и актриса

. В 1964 году Тсопей стала первой победительницей конкурса «Мисс Вселенная» от Греции.

## Карьера
20 июня 1964 года завоевала титул «Мисс Греция», (греч. Μις Σταρ Ελλάς), и ей выпала честь представлять Грецию на конкурсе «Мисс Вселенная 1964» во Флориде. Она была в пятерке лучших наряду с «Мисс Израиль», «Мисс Великобритания» и «Мисс Швеция» и получила корону «Мисс Вселенная», став победительницей конкурса от Греции в первый раз. 
Она с тех пор несколько раз входила в состав судей на конкурсах красоты. После победы и года работы она продолжила кинокарьеру, появившись в нескольких Голливудских фильмах и телевизионных сериалах, таких как «Человек по имени Лошадь»," Дэниел Бун", «Затерянные в космосе», «Долина кукол» и «Руководство для женатого мужчины».
Помимо титула «Мисс Вселенная» и актерской карьеры, Коринна также является председателем организации лечения детей от лейкемии.

## Личная жизнь
Тсопей была замужем дважды. Её первый брак с пластическим хирургом из Беверли-Хиллз, доктором Стивеном Заксом, длился с 1968 по 1978 год. В этом браке родились три сына Коринны: Андреас, Стефанос и Гиоргос. Семья живёт на постоянной основе в Лос-Анджелесе, штат Калифорния, но часто посещает родственников в Греции. Второй брак Коринны с голливудским театральным и киноагентом Фредди Филдсом (братом лидера группы Шепа Филда) длился с 1981 года до его смерти от рака лёгких в декабре 2007 года.